# Symphyothrips punctatus
Symphyothrips punctatus är en insektsart som beskrevs av Ian A. Hood och Williams 1915. Symphyothrips punctatus ingår i släktet Symphyothrips och familjen rörtripsar. Inga underarter finns listade i Catalogue of Life.